# Illa Philpots
Philpots és una illa deshabitada de l'Arxipèlag Àrtic Canadenc, que pertany al grup de les Illes de la Reina Elisabet, al territori autònom de Nunavut, Canadà. És la més gran de les illes costaneres de l'illa Devon, de la qual se situa al seu extrem oriental. Es troba a la badia de Baffin, amb Hyde Inlet al nord i el canal de Parry al sud.
A l'illa s'hi troben diferents espècies animals, com el fulmar boreal, el gavinot hiperbori i gavines d'ivori.